# Nanded
Nanded (formellt Nanded-Waghala) är en stad i delstaten Maharashtra i centrala Indien. Den är belägen vid floden Godavari och är administrativ huvudort för distriktet Nanded. Staden slogs ihop med den närbelägna orten Waghala den 26 mars 1997, och Nanded-Waghala Municipal Corporation beräknades ha cirka 660 000 invånare 2018.